# Andrena alutacea
Andrena alutacea là một loài Hymenoptera trong họ Andrenidae. Loài này được Stoeckhert mô tả khoa học năm 1942.